# Paul Dimo
Paul Dimo (* 10. Juni 1905 in Turnu Severin; † 17. April 1990 in Bukarest) war ein rumänischer Elektroingenieur. Er erfand die REI-Methode der Knotenanalyse der elektrischen Netze. Er trug auch zur planmäßigen Elektrifizierung Rumäniens bei.

## Biografie
Dimo studierte Elektrotechnik in Paris. Zwischen 1930 und 1945 war er Leiter der Gas- und Strom-Gesellschaft in Bukarest. Dann arbeitete er als wissenschaftlicher Mitarbeiter am Institut für Energietechnik der Rumänischen Akademie.

## Preise
- Staatspreis für die Elektrifizierung Plan von Rumänien (1950) und für die Gestaltung von Kraftwerk Moroieni (1954)
- Montefiore Preis für Analyse elektrischer Netze
- Traian Vuia Preis der rumänischen Akademie für stationäre Stabilität Analyse elektrischer Netze